# Billbergia ambigua
Espèce
Classification phylogénétique
Synonymes
- Pseudaechmea ambigua L.B.Sm. & Read

Billbergia ambigua est une espèce de plantes à fleurs de la famille des Bromeliaceae, endémique de Colombie et décrite en 2006.

## Synonymes
- Pseudaechmea ambigua L.B.Sm. & Read[1].

## Distribution
L'espèce est endémique du département d'Antioquia au nord-ouest de la Colombie.

## Description
L'espèce est épiphyte.